# Аргентина на зимових Олімпійських іграх 2014
Аргентина на зимових Олімпійських іграх 2014 року у Сочі була представлена 7 спортсменами у 2 видах спорту.